# 相模広小路駅
相模広小路駅（さがみひろこうじえき）は、かつて神奈川県足柄下郡小田原町（現・小田原市）にあった大雄山鉄道（現伊豆箱根鉄道大雄山線）の駅（廃駅）である。大雄山鉄道の開業当時の終着駅であり、新小田原駅延伸までは仮小田原駅（かりおだわらえき）と呼ばれていた。

## 概要
1925年（大正14年）10月15日に大雄山鉄道が仮小田原駅 - 大雄山駅間で開業した。仮小田原駅は、現在の大雄山線を緑町駅から北に辿り東海道新幹線をくぐった直後の踏切を過ぎた場所に有った。1927年（昭和2年）4月10日に新小田原駅 - 仮小田原駅間が延伸された際に相模広小路駅と改称された。1935年（昭和10年）6月16日に現在の小田原駅へ乗り入れる際に新小田原駅と共に廃止され、代わりに緑町駅が開業している（緑町駅は6月14日営業開始）。

## 歴史
- 1925年（大正14年）10月15日：仮小田原駅として開業。
- 1927年（昭和2年）4月10日：相模広小路駅と改称。（改称は同年7月であるとする文献[5]もある。）
- 1935年（昭和10年）6月16日：廃止。

## 隣の駅
大雄山鉄道
緑町駅 - 相模広小路駅 - 井細田駅